# لوتشو أيالا
لوتشو أيالا هو عارض فلبيني، ولد في 28 مارس 1992 في تيغيغيوراو في الفلبين.

## وصلات خارجية
- لوتشو أيالا على موقع IMDb (الإنجليزية)
- لوتشو أيالا على موقع قاعدة بيانات الفيلم (الإنجليزية)